# Liliac frugivor gulerat mic
Liliacul frugivor gulerat mic (Myonycteris torquata) este un liliac frugivor din familia pteropodide (Pteropodidae) care trăiește în Africa de Vest și Africa Centrală și este probabil gazda naturală a virusului Ebola. Masculii au un guleraș de fire de păr pe partea anterioară a gâtului.

## Descrierea
Lungimea cap + trunchi este de aproximativ 85-112 mm, lungimea cozii este de 4-13 mm, iar lungimea antebrațului este 55-70 mm. Au o greutate de circa 34 grame. Masculii sunt ceva mai mari.
Colorație spatelui este cafeniu-deschisă, cafeniu-roșcată sau cafeniu-închisă, uneori cu o nuanță roșcată sau gălbuie. 
Masculii au un guleraș de fire de păr măsliniu-roșiatic sau portocaliu-gălbui șters pe partea anterioară a gâtului. Această bandă colorată de peri aspri, care se extinde pe piept, este legată de o glandă cutanată cervicală. 

## Răspândirea
Este răspândit în Africa de Vest, Africa Centrală și vestul Africii de Est.
Liliacul frugivor gulerat mic a fost găsit de-a lungul ecuatorului în următoarele țări: Angola, Camerun, Republica Centrafricană, Congo, Republica Democrată Congo, Coasta de Fildeș, Guineea Ecuatorială (Bioko), Gabon, Ghana, Guineea, Liberia, Nigeria, Rwanda, Sierra Leone, Togo, Uganda.
Deși este rareori prins în plasele de la nivelul solului, el este frecvent prins în plasele din coronament. În Parcul Național Tai (Coasta de Fildeș) este unul din cei mai comuni lilieci frugivori.

## Habitatul
Liliecii frugivori gulerați mici se găsesc mai ales prin păduri. Ei au fost capturați în mijlocul și la marginea pădurii, multe din aceste capturi au avut loc la nivel coronamentului.
Ei au fost, de asemenea, găsiți în savane împădurite, datorită probabil migrațiilor lor în sezonul ploios. Au fost observați de asemenea pe terenurile agricole și în grădinile situate în apropierea și în interiorul orașelor.
Ei pot fi găsiți la altitudini medii si mici, dar sunt de obicei considerați ca o specie de câmpie joasă.

## Hrana
Puțin se știe despre hrana naturala, dar acești lilieci au fost prinși în apropierea arborilor de mango, guava, banan iar exemplare captive consumă fructe moi, miere și unt.

## Comportamentul
Ziua se adăpostesc în tufișuri și copaci mici, de multe ori în lumina directă a soarelui. 
Migrează din pădure în zonele de savană în luna aprilie când sezonul ploios avansează. În acest perioadă femelele sunt gravide, și ele se întorc în păduri mai târziu în sezonul ploios pentru a naște (aproximativ în august-septembrie). Majoritatea masculilor nu se întorc în păduri, dar urmează ploile în partea de nord și nu se deplasează spre sud până în luna octombrie.

## Reproducerea
Femelele nasc de obicei un singur pui, prin în august-septembrie. Un al doilea vârf al nașterilor poate avea loc în februarie-martie. 
Un studiu al indivizilor captivi din Gabon a arătat că masculii sunt sexual activi pe tot parcursul anului, iar femelele sunt poliestrale; nașterile au loc de două ori pe an, în luna decembrie-ianuarie și iunie. 

## Starea de conservare
Nu este o specie amenințată cu dispariția

## Importanța
Este rareori vânat și consumat de către băștinași. 
Acest liliac este probabil un rezervor natural al virusului Ebola.